# Mason Jones
Mason Christopher Jones (21 de julho de 1998) é um americano jogador de basquete do Philadelphia 76ers da National Basketball Association e do Delaware Blue Coats da G-League.
Ele jogou basquete universitário no Connors State College e na Universidade do Arkansas.

## Início da vida e carreira no ensino médio
Jones cresceu em DeSoto, Texas e não jogou basquete até o seu último ano do ensino médio na Triple A Academy em Dallas, Texas. Naquele ano, ele teve médias de 15,9 pontos, 5,7 rebotes e 4,1 assistências. Jones jogou no Link Year Prep em Branson, Missouri, por um ano de pós-graduação, reduzindo seu peso de 120 kg do último ano do ensino médio para 104 kg no final da temporada.

## Carreira universitária
Jones jogou sua temporada de calouro no Connors State College. Ele teve médias de 15,5 pontos, 6,9 rebotes e 2,5 assistências em sua única temporada na universidade. Jones se comprometeu a se transferir para a Universidade do Arkansas após o final da temporada. Ele rejeitou as ofertas da BYU e de Washington.
Em sua primeira temporada em Arkansas, Jones terminou em terceiro lugar na equipe com 13,9 pontos por jogo e em segundo lugar com 3,9 rebotes por jogo. Jones marcou 23 pontos para ajudar o Arkansas a vencer a Geórgia por 70-60. Ele marcou 30 pontos contra a Flórida e Mississippi State.
Jones entrou em sua terceira temporada como o principal reboteiro do time e o segundo maior artilheiro. Jones foi nomeado o Jogador da Semana da Southeastern Conference (SEC) depois de registrar 32 pontos, sete rebotes e cinco roubos de bola em uma vitória por 91-43 sobre Rice. Ele marcou 41 pontos na vitória por 98-79 sobre Tulsa em 14 de dezembro de 2019 e foi novamente nomeado o Jogador da Semana da SEC. Jones marcou 34 pontos em uma derrota de 79-77 para a Carolina do Sul em 30 de janeiro de 2020, seguido por um desempenho de 30 pontos em uma vitória de 82-78 sobre Alabama dois dias depois e foi nomeado o Jogador da Semana pela terceira vez. Em 4 de fevereiro, Jones marcou 40 pontos em uma derrota por 79-76 para Auburn, em um jogo em que o segundo maior artilheiro da equipe, Isaiah Joe, não jogou devido a uma cirurgia no joelho. Jones se tornou o terceiro jogador da SEC, depois de Shaquille O'Neal e Jodie Meeks, com vários jogos de 40 pontos e o primeiro jogador na história de Arkansas a marcar pelo menos 30 pontos em três jogos consecutivos. Jones marcou 38 pontos na derrota de 78-77 para Mississippi State. Ele marcou 38 pontos em 26 de fevereiro de 2020 em uma vitória de 86-69 sobre o Tennessee e marcou seu 1.000º ponto na carreira durante o jogo, tornando-se o quinto jogador mais rápido de Arkansas a atingir a marca e o oitavo jogador na história da universidade a fazer isso em suas duas primeiras temporadas com a equipe. No final da temporada regular, Jones foi nomeado para a Primeira-Equipe da SEC e foi nomeado o Co-Jogador do Ano da SEC pela Associated Press junto com Reggie Perry de Mississippi State. Jones teve médias de 22 pontos, 5,5 rebotes e 3,4 assistências. Após a temporada, ele se declarou para o Draft da NBA de 2020, mas não assinou com um agente.

## Carreira profissional

### Houston Rockets (2020–2021)
Depois de não ter sido selecionado no Draft de 2020, Jones concordou com os termos de um contrato bidirecional com o Houston Rockets. Em 8 de março de 2021, Jones foi dispensado pelos Rockets. Pouco depois de quatro dias, o Houston Rockets assinou com Jones um contrato de 10 dias.

### Philadelphia 76ers (2021–Presente)
Em 26 de março de 2021, o Philadelphia 76ers anunciou que havia assinado um contrato de duas vias com Jones.

## Estatisticas

### NBA

#### Temporada regular
| Ano     | Equipe  | PJ | PT | MPJ  | AP   | 3P   | LL   | RT  | AS  | BR | TO | PPJ |
| ------- | ------- | -- | -- | ---- | ---- | ---- | ---- | --- | --- | -- | -- | --- |
| 2020–21 | Houston | 22 | 1  | 11.1 | .437 | .367 | .651 | 2.1 | 1.3 | .3 | -  | 5.5 |

### Universidade
| Ano      | Equipe        | PJ  | PT | MPJ  | AP   | 3P   | LL   | RT  | AS  | BR  | TO  | PPJ  |
| -------- | ------------- | --- | -- | ---- | ---- | ---- | ---- | --- | --- | --- | --- | ---- |
| 2017–18  | Connors State | 35  | 25 | 4.9  | .515 | .429 | .774 | 6.9 | 2.5 | 1.5 | .7  | 15.5 |
| 2018–19  | Arkansas      | 34  | 26 | 29.3 | .404 | .365 | .804 | 3.9 | 2.8 | .9  | .1  | 13.6 |
| 2019–20  | Arkansas      | 31  | 30 | 33.9 | .453 | .351 | .826 | 5.5 | 3.4 | 1.6 | .2  | 22.0 |
| Carreira | Carreira      | 100 | 81 | 22.7 | .457 | .381 | .801 | 5.4 | 2.9 | 1.3 | 0.3 | 17.0 |

## Vida pessoal
O irmão mais velho de Jones, Matt Jones, jogou basquete universitário na Duke e jogou profissionalmente na G-League e no exterior.